# Jean Frédéric de Chaillet
Jean Frédéric de Chaillet (ur. 25 kwietnia 1686 w Auvernier, zm. 31 stycznia 1754 tamże) – szwajcarski botanik i lichenolog.
Urodził się w Auvernier (obecnie dzielnica miasta Neuchâtel) w Szwajcarii. Był synem Jeana-Henry'ego Chaillet i Marii de Froment. W Genewie i Bazylei studiował prawo i filozofię. Został podpułkownikiem w wojsku. Był burmistrzem La Chaux-de-Fonds (1722–1724) i La Côte-aux-Fées (1724–1744) oraz radnym stanu (1722–1754). Był współtwórcą Journal helvétique. Zajmował się roślinami i grzybami, zwłaszcza porostami.
Przy nazwach naukowych utworzonych przez niego taksonów dodawane jest jego nazwisko Chaillet.